# ما بعد هجمات 11 سبتمبر

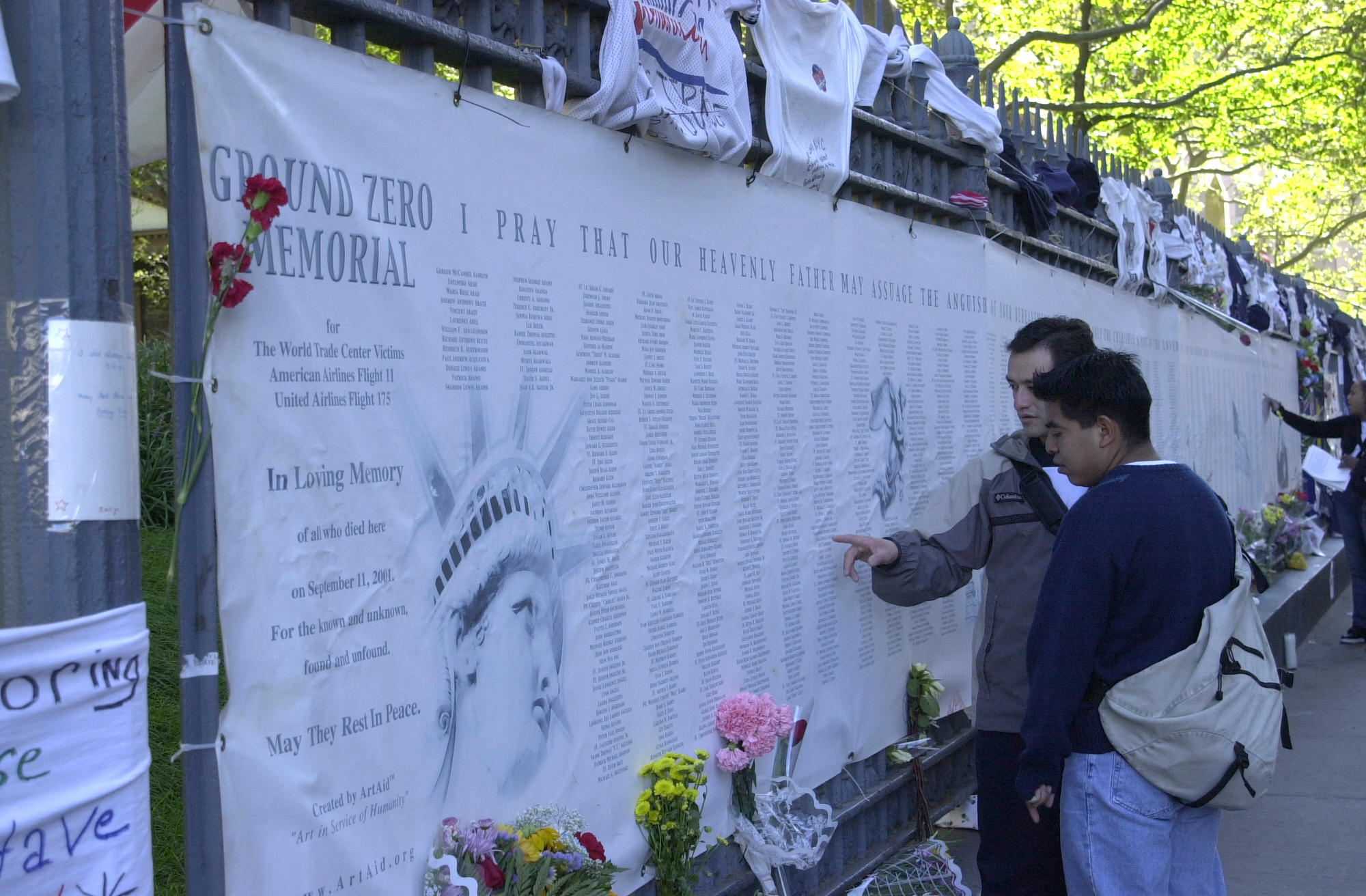
الناس تتوقف للقراءة من قائمة ضحايا مركز التجارة العالمي في مدينة نيويورك.

غيرت هجمات 11 سبتمبر الولاية الأولى للرئيس جورج دبليو بوش وأدت إلى ما أسماه الحرب العالمية ضد الإرهاب. دقة وصفها ب«الحرب» ودوافعها السياسية وعواقبها موضوع نقاش مضني. وزادت الحكومة الأمريكية العمليات العسكرية والاجراءات الاقتصادية والضغوط السياسية على الجماعات التي تتهمها بانها إرهابية، بالإضافة إلى زيادة الضغط على الحكومات والدول التي اتهمت بإيوائها. وفي أكتوبر 2001 شهد أول عمل عسكري بدأته الولايات المتحدة. وبموجب هذه السياسة، قام حلف شمال الأطلسي بغزو أفغانستان من أجل التخلص من نظام طالبان (الذي يأوي القاعدة) والقبض على قوات القاعدة.
ولكن الحرب مستمرة ولم يتم الانتصار فيها. ويشير المنتقدون إلى أن الصراع الأفغاني ساهم في زعزعة إستقرار باكستان المجاورة وأفغانستان نفسها بعيدة كل البعد عن السلام—ذهب اللورد أشدون الدبلوماسي البريطاني والممثل الدولي الأعلى السابق للبوسنة والهرسك إلى حد وصف البلاد بأنها «دولة فاشلة». كما أكدت الحكومة الأمريكية أن الغزو الأمريكي للعراق مرتبط بيوم الحادي عشر من سبتمبر.

## بعد الهجمات مباشرة

### البحث والإنقاذ
عانى المجتمع الأميركي بأسره بشدة جراء الأحداث التي وقعت في 11 سبتمبر 2001. استغرق التعافي أعوامًا وتراجع الاقتصاد بصورة كبيرة بعد الهجمات. تكاتفت العديد من الجهات المستجيبة آنذاك للاتحاد وتقديم المساعدة قدر الإمكان. سواء كانوا من ضباط الشرطة أو رجال الإطفاء أو الأطباء أو الممرضين أو المدنيين العاديين، تلخص الهدف الرئيسي بالتعاون ومساعدة الجرحى. عمل أكثر من 1500 من أوائل المستجيبين والحدادين والمهندسين ومشغلي المعدات الثقيلة وغيرهم من العمال في منطقة غراوند زيرو لمحاولة العثور على ناجين وإزالة الحطام. أُحضِرت الرافعات والجرافات إضافة إلى كلاب البحث والإنقاذ لتحديد أماكن الناجين وجثث القتلى، إلا أن وجود نحو قدمين من السناج في الموقع أعاق عمليات البحث نتيجة حجبه للأجسام والجثث.
في أعقاب الهجمات مباشرة، انتُشل 20 ناجيًا فقط من تحت الأنقاض، رغم وجود عدد من الأشلاء البشرية والممتلكات التي أُزيلت من الموقع. بعد يوم من الهجوم، أخبر عمدة المدينة آنذاك، رودي جولياني، الصحفيين عن تلقيهم مكالمات هاتفية من الأشخاص المحاصرين في الأنقاض. استمرت مهمة إزالة الأنقاض والحطام حتى عام 2002، إذ أُزيل نحو 1.8 مليون طن من الأنقاض باستخدام 108,000 شاحنة بحلول مايو 2002.

#### المخاطر
بعيدًا عن نطاق المخاطر العامة الناجمة عن الحرائق والحطام المتساقط والآلات الثقيلة والمعادن المكسورة والظروف الجوية الخطرة، كان هناك أيضًا مخاوف مستترة تحيط بمنطقة التنظيف. احتوى موقف السيارات أسفل مركز التجارة العالمي وقت وقوع الهجمات على نحو 2000 سيارة، كل منها يحتوي تقريبًا على 5 غالونات من البنزين التي قد تشتعل وتُحدث انفجارًا. كانت هناك مخاوف أخرى حول خزانات الوقود المدفونة والموجودة في الموقع، و 1.2 مليون طلقة ذخيرة جرى تخزينها في المبنى 6 لأغراض استخدام دائرة الجمارك الأمريكية.

### رد الفعل العام الأمريكي
عقب هجمات 11 سبتمبر 2001، ارتفعت نسبة الموافقة على الوظائف في عهد جورج دبليو بوش إلى 86%.في 20 سبتمبر 2001، خاطب الرئيس الأمة وجلسة مشتركة للكونغرس، بشأن أحداث ذلك اليوم، والأيام التسعة الماضية من جهود البحث والإنقاذ، وما يعتزم فعله ردًّا على تلك الأحداث بملاحقة الإرهابيين الذين دبروا الهجمات. وصف الخطاب أثناء إلقاءه بأنه أقرب إلى خطاب حالة الاتحاد المعهود الذي يلقيه الرئيس.
كان للهجمات آثار مباشرة وهائلة على سكان الولايات المتحدة. بدأ الناس بالالتفاف حول عبارة «متحدون نقف» الشعبية، على أمل التحلي بالصمود والحفاظ على الروح الأميركية حية في وجه هجوم مدمر. احتشد معظم سكان الولايات المتحدة وراء الرئيس بوش والحكومة الفيدرالية في تأييد واسع منهم للتعافي ورد الفعل المنتظر على الهجمات. نال الدور البارز الذي لعبه رودي جولياني، عمدة مدينة نيويورك، إشادة كبيرة على المستوى الوطني وفي مدينة نيويورك. وأُطلق عليه لقب شخصية في مجلة تايم لعام 2001، وحظي أحيانًا بشهرة أكبر من الرئيس جورج دبليو بوش في الولايات المتحدة.
كان هناك ردان رئيسيان من العامة على الهجمات واللذان مثّلا موجة من التعابير العامة عن الروح الوطنية التي لم يسبق لها مثيل منذ الحرب العالمية الثانية، وغالبًا ما اتسمت بمظاهر العلم الأمريكي، ومستوى غير مسبوق من الاحترام والتعاطف والإعجاب بمدينة نيويورك وسكانها من جانب الأميركيين في أجزاء أخرى من الولايات المتحدة. انتقد البعض رد الفعل هذا، مشيرين إلى أن ليس كل من مات هو من مدينة نيويورك (كبعض ركاب الطائرات)، وأن مجتمع أرلينغتون بولاية فرجينيا عانى أيضًا جراء هذه الهجمات. تكاتف العديد من الناس لمساعدة الضحايا. أُعرب على نطاق واسع عن الامتنان للعاملين في مجال السلامة العامة، وخاصة تجاه رجال الإطفاء، في ضوء مأساة المخاطر التي تحيط بالموقع وارتفاع عدد الخسائر في الأرواح بين العمال. أعرب العديد من الأشخاص عن تقديرهم لضباط الشرطة ورجال الإطفاء الذين لقوا مصرعهم أثناء الهجمات بارتداء قبعات شرطة وقسم إطفاء نيويورك. كان عدد الضحايا بين أفراد قسم الطوارئ غير مسبوق.
شهدت تبرعات الدم زيادة ملحوظة في الأسابيع التالية لـ11 سبتمبر. ورد في تقرير صادر عن مجلة جورنال أوف ذي أميريكان ميديكال أسوسييشن، «...كان عدد التبرعات بالدم في الأسابيع التي أعقبت هجمات الحادي عشر من سبتمبر 2001 أكبر بشكل ملحوظ مما كانت عليه في الأسابيع المناظرة لها في عام 2000 (أي بزيادة قدرها مرتين ونصف المرة في الأسبوع الأول بعد الهجمات؛ 1.3 إلى 1.4 ضعف في الأسابيع من الثاني إلى الرابع بعد الهجوم).» في معرض ويستمنستر كينيل للكلاب الذي جرى في نيويورك في فبراير 2002، كُرّمت كلاب البحث والإنقاذ التي لم تساعد فحسب في العثور على الناجين والجثث تحت الأنقاض، بل التي كانت أيضًا داخل مباني مركز التجارة العالمي قبل انهيارها.

#### جرائم الكراهية وردود الفعل العنيفة
في الأسابيع التي تلت الهجمات، حدثت زيادة في حوادث التحرش وجرائم الكراهية ضد الأشخاص من جنوب آسيا، والشرق الأوسط، وأي شخص يبدو أنه «ذو مظهر شرق أوسطي»، وخاصة السيخ، لأن الذكور من السيخ عادة ما يرتدون عمامات، والتي ينسبها العديد من الأميركيين نمطيًا بشكل خاطئ للمسلمين. كان بالبير سينغ سودي، وهو من السيخ، من أول ضحايا ردود الفعل العنيفة تلك، إذ قُتل بالرصاص في 15 سبتمبر في محطة الوقود التي يملكها في ميسا بولاية أريزونا. قتل مارك أنثوني سترومان، وهو متطرف أبيض، رجلين وأصاب ثالثًا في سلسلة جرائم بدأت في 15 سبتمبر في دالاس، تكساس. استهدف جميع ضحاياه لأنهم بدوا وكأنهم «من أصل مسلم»، بمن فيهم الأمريكي البنغلاديشي رايس بهوييان. كان الانتقام لهجمات الحادي عشر من سبتمبر دافعه لعمليات القتل. في 20 يوليو 2011، أُعدم سترومان لارتكابه هذه الجرائم.
وردت تقارير في العديد من المدن عن تخريب المساجد والمؤسسات الإسلامية الأخرى، بما في ذلك بعض حالات الحريق العمد. في العام التالي للهجوم، ارتفعت جرائم الكراهية المناهضة للمسلمين بنسبة 1,600 % إذ تفاقم ذلك بفعل مناخ التعصب الذي تجلى بطرق مختلفة.
كان مقتل هنريك سيواك الوفاة الوحيدة التي سُجلت رسميًا على أنها جريمة قتل في مدينة نيويورك على إثر أحداث 11 سبتمبر، وهو مهاجر بولندي أُطلق عليه الرصاص في بيدفورد ستويفسانت، بروكلين. بسبب سلوكه منعطفًا خاطئًا وهو في طريقه للحصول وظيفة جديدة في شارع معروف بارتفاع معدلات السلب وتجارة المخدرات، ارتأت أسرته أنه ربما كان ضحية جريمة كراهية على إثر الهجمات، إذ كان يرتدي ثيابًا مموهة، وذو شعر داكن ويتحدث الإنجليزية بغير طلاقة –قد تكون جميع هذه الأسباب دافعًا لشخص ما إلى الاعتقاد بأن له صلة بمنفذي الهجمات. ما تزال القضية بلا حل، وتتقبل الشرطة نظرية الأسرة ولكنها لم تصنف مقتله على أنه جريمة كراهية.
في عام 2008، أصدر الكاتب مصطفى بيومي كتاب ما هو شعور أن تكون عقبة؟: أن تكون شابًا وعربيًا في أمريكا. يقول المؤلف أن عددًا من المنظمات الحكومية نفّذت عمليات اعتقال وترحيل جماعية للعرب والعرب الأمريكيين، بما في ذلك مكتب التحقيقات الفيدرالي، وغالبًا ما نُفِّذت دون وجود أدلة كافية تربطهم بالإرهاب، وزُج ببعضهم في السجن لأجل غير مسمى دون إبلاغ أقارب المحتجز، وكأنهم اختفوا للتو. يؤكد بيومي على الزيادة الملحوظة في ترحيل العرب والأمريكيين العرب بعد الحادي عشر من سبتمبر، ودون إشعار مسبق في كثير من الأحيان، وذكر أنه في إحدى الحالات جرى ترحيل رجل دون ثيابه.